# 廓爾喀刀

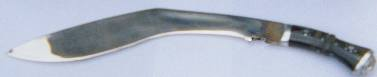
廓爾喀刀

廓爾喀刀（Khukurī），或稱庫克力彎刀、庫克力反曲刀、尼泊爾軍刀，其刀鋒和一般彎刀相反。它著名的原因是尼泊爾人將其用於戰場上戰鬥，是尼泊爾的國刀。當士兵獲得戰功後會被賜予一把刻上了其名字的廓爾喀刀。相對其他刀種，為一把長度中等的彎刀。是廓爾喀日常生活時都會佩戴在身並用於切割物件的工具，也是每個尼泊爾家庭不可缺少的東西。當槍械故障不能發射或是子彈用盡時，尼泊爾人便會拔出廓爾喀刀跟敵軍作戰，因此是廓爾喀士兵的象徵。起初主要使用廓爾喀刀的部落民族只有三個，他們分別是「古隆族」、「馬嘉族」及「林布族」。刀身大多使用彈簧鋼片打造，特點是韌性好，缺點是硬度低。

## 歷史
研究人員將刀片的起源追溯到印度次大陆境内鐮刀和用於狩獵的史前彎棒，使用方法可以追溯到徒手作戰的技巧。在整個印度次大陸，類似的工具以數種方式存在。當東印度公司與日益增長的廓爾喀王國發生衝突時，西方世界開始了解廓爾克刀。在紛爭不斷下，最終也導致了1814-1816年的廓爾喀戰爭。
在現代，廓爾喀軍旅的成員接受了廓爾喀刀的使用培訓。這種武器在廓爾喀戰爭中聲名大躁，並在第一次世界大戰和第二次世界大戰繼續被使用，增強了聲譽。

## 設計
主要用於切碎。形狀變化很大，從直線到高度彎曲，有角度到光滑的刃。根據欲執行的任務、刀的原產地和生產它的工匠，廓爾喀刀尺寸和刀片厚度存在很大差異。

## 製造
現代的廓爾喀刀的刀片通常会选择彈簧鋼鍛造而成甚至会使用回收过来的卡车悬挂装置中的弹簧钢作为材料，弹簧钢作为材料能时刀刃能在坚硬的情况下有着较软的脊椎身，而且处理过后的刀刃能够保持锋利还能够承受挥砍带来的冲击。刀片的柄一直延伸到手柄的末端。廓爾喀刀手柄通常由硬木或水牛角製成，並用一種樹液固定。 木制或角制把手刀刃都会被加热后插入把手柄最后达到刀刃能紧密的贴合的目的。但是现代里的廓爾喀刀反而会使用铸铝或黄铜制成的手柄来压合来达到手柄和刀刃能紧密的结合。
磨刀传统方式是由一个两人团队完成一个人通过绕绕在轴上多次缠绕的绳索前后旋转磨轮，而磨刀师则在刀刃上涂抹油料，蜡或者某种硬化剂以此处理并修整刀刃。磨刀轮一般都是纯手工制作而成。 日后的常规磨刀维护通常会需要使用一种名称"Chakmak"得专属磨刀工具，磨刀需要沿着刀刃划过来保持刀刃的锋利度。甚至能去除刀刃上可能存在的微小的缺陷并维持刀刃的切割性能。

## 用途

### 武器
由於其重量等特性，廓爾喀刀作為切碎武器是相當有效的，因為彎曲的形狀產生“楔形”效果，使得刀片有效地切割並且更深。因為刀片朝向對手彎曲，所以使用者在執行斬的動作時不需要使手腕彎成角度。

### 工具
雖然大多數人都是在軍隊中使用廓爾喀刀，但廓爾喀刀是尼泊爾田野和家庭中最常用的多用途工具。它的用途各不相同，包括建築，清理，砍柴，挖掘，屠宰動物作為食物，切割肉類和蔬菜，剝動物皮和打開罐頭。透過使用最靠近手柄的刀片的較窄部分，它可以用作較小的刀。刀片的較重且較寬的端部朝向尖端，可以用作斧頭或小鏟子。

## 分類
廓爾喀刀可大致分為兩種類型：東部的和西部的。東部刀片起源於尼泊爾東部的城鎮和村莊。西部刀片通常更寬廣。

## 文化資產
尼泊爾有一句流行的諺語如下：
सिरुपाते खुकुरी मे थाहा छ कि छ?
Sirupate Khukuri ma Laha chha ki chhaina?
中文翻譯: 你的彎刀有足夠的鐵嗎?